# Ospedale di San Carlo

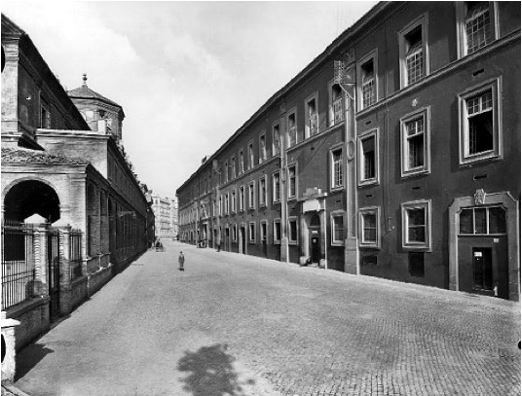
Mặt tiền của Ospedale di San Carlo (bên phải) dọc theo Borgo Santo Spirito

Ospedale di San Carlo (nghĩa đen: Bệnh viện của Thánh Charles) là một công trình kiến trúc ở Roma có ý nghĩa quan trọng về mặt lịch sử và nghệ thuật.
Tòa nhà được xây dựng vào cuối thế kỷ 18 theo ý muốn của Giáo hoàng Piô VI, ban đầu là một nhánh của Bệnh viện Santo Spirito gần đó. Sau đó được sử dụng làm bệnh viện quân sự cho quân đội của các Lãnh địa Giáo hoàng. Sau sự kiện chiếm đóng Roma ngày 20 tháng 9 năm 1870, Ospedale di San Carlo trở thành bệnh viện quân sự đầu tiên ở thủ đô mới của nước Ý thống nhất, và đã bị phá bỏ vào năm 1939 để xây dựng Via della Conciliazione.

## Vị trí
Ospedale di San Carlo nằm ở Borgo – trung tâm lịch sử thành Roma, chạy dọc theo phía bắc đường Borgo Santo Spirito, chạy về phía Arcispedale di Santo Spirito ở Saxia, và nhìn ra vicolo dell'Ospedale về phía tây.

## Lịch sử
Tòa nhà nằm ở phía bắc của Ospedale di Santo Spirito, được xây dựng theo lệnh của Giáo hoàng Piô VI (1775–1799) nhằm tăng sức chứa của Santo Spirito, vốn đã trở nên không đủ do dân số Roma ngày càng tăng. Việc xây dựng kéo dài ba năm rưỡi, từ ngày 15 tháng 11 năm 1788, khi Đức Giáo hoàng đặt viên đá đầu tiên cho đến ngày 1 tháng 3 năm 1792, khi bệnh viện được khánh thành. Dự án xây dựng do kiến trúc sư tân cổ điển Francesco Belli, học trò của Giovanni Antinori thiết kế. Belli có sử dụng lại một phần tòa nhà cũ cho việc xây dựng.
Tổng chi phí xây dựng lên tới 300.000 scudi, một khoản tiền khổng lồ vào thời điểm đó. Bệnh viện vốn được chỉ định để tiếp nhận những người bị bệnh sốt rét. Ba năm sau khi khánh thành, bệnh viện mới đã chứng minh được tính hữu dụng của mình khi mỗi ngày nhận 1.300 người bệnh vào Khu liên hợp Bệnh viện Santo Spirito – San Carlo trong nạn đói xảy ra ở Roma năm 1795. Trong thời kỳ tồi tệ nhất của nạn đói, hai bệnh viện này đã chứa 17.000 người bệnh, chiếm khoảng 10% dân số Roma lúc đó.
Bệnh viện ra đời như một nhánh của Santo Spirito, nhanh chóng trở thành cơ sở đóng quân của quân đội Giáo hoàng ở Roma. Giáo hoàng Piô IX (1846–1878) đã cho trùng tu lại và đến đó nhiều lần để thăm các bệnh nhân. Vào năm 1849, trong thời Cộng hòa La Mã, một số tình nguyện viên bị thương trong các trận chiến dọc theo các bức tường Janiculum đã được đưa đến đó điều trị. Vincenzo Pallotti từng làm tuyên úy của bệnh viện trong một khoảng thời gian. Một số học giả y khoa nổi tiếng đã trở thành giám đốc bệnh viện, người đầu tiên là Giáo sư Giuseppe Costantini, y sĩ của Giáo hoàng dưới thời Piô IX. Sau năm 1870, nơi này trở thành bệnh viện quân sự đầu tiên của nước Ý thống nhất ở Roma, và được điều hành bởi Alessandro Ceccarelli, người sau này trở thành bác sĩ chính của Lêô XIII (1878–1903), sau đó là của Agenore Zeri, Giuseppe Bastianelli, rồi bác sĩ của Piô XI (1922–1939) Aminta Milani và Alessandro Pianezza. Ban đầu, các bệnh nhân được các Nữ Tử Bác Ái của Thánh Vincent de Paul chăm sóc, sau đó đến phiên các Nữ Tu Bác Ái.
Bệnh viện đã bị phá bỏ vào năm 1939 để lấy chỗ xây Via della Traspontina, một phần của công trình xây dựng Via della Conciliazione. Người ta lấy tên của tòa nhà để đặt cho con đường Via dell'Ospedale. Con đường vẫn tồn tại cho đến ngày nay và đánh dấu ranh giới phía tây của bệnh viện.

## Kiến trúc

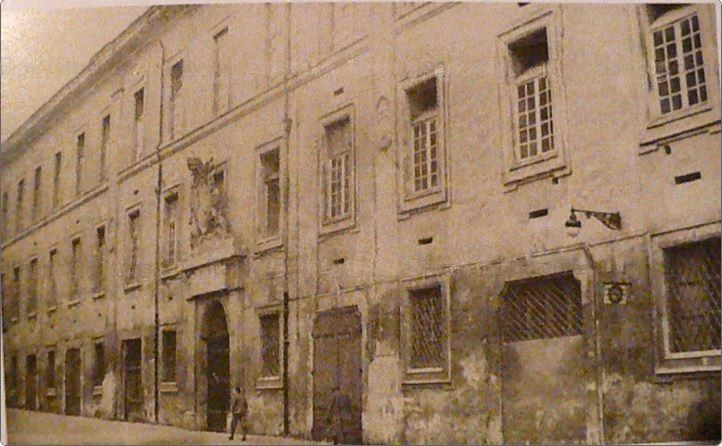
Mặt tiền với lối vào chính có đặt huy hiệu của Giáo hoàng Pius VI.

Mặt tiền của tòa nhà chạy dài 137 mét, được đánh dấu bằng dãy cột chống khổng lồ, một hàng gạch liên tục và cửa sổ hình chữ nhật chạy dọc theo toàn bộ chiều dài của nó.
Bệnh viện bao gồm một tầng trệt, nơi chứa các kho thóc lớn, và hai tầng trên: phía trên lối vào chính có đặt một huy hiệu lớn của Đức Piô VI. Chỗ cho các bệnh nhân được xếp ở hai lối đi lớn, cả hai đều được chia thành ba gian giữa, một ở tầng một và một ở tầng hai. Gian thấp hơn tên là di Santa Maria (tiếng Việt: của Thánh Maria), được phân chia bởi các cột chống đỡ các mái vòm có chiều dài 117 m. Gian bên trên tên là di San Carlo (tiếng Việt: của Thánh Charles), sau này cũng chính là tên của bệnh viện. Gian này dài 132 m và có trần gỗ được hỗ trợ bởi các mái vòm dựa vào 29 cột doric mỗi bên. Ở giữa lối đi có một bàn thờ lớn, trong khi một bàn thờ thứ hai dành riêng cho Joseph Calasanz được đặt ở góc với Via dell'Ospedale nằm ở cuối phía tây của bệnh viện.
Có một số yếu tố kiến trúc trên lối đi San Carlo, chẳng hạn như cổng, chữ khắc và cột kiểu peperino với phù điêu bằng đá vôi travectin, được trát để làm giả cẩm thạch, được bảo quản trong các phòng kho thành phố.

### Trích dẫn
1. 1 2 3  Gigli (1990), tr. 86
2. 1 2 3 4 5 6  Gigli (1990), tr. 88
3. 1 2 3  Collins (2004), tr. 226
4. 1 2  Collins (2004), tr. 225
5. 1 2 3 4 5  Cerioni (2016), tr. 158
6. ↑  Gigli (1990), tr. 33
7. ↑  Cerioni (2016), tr. 159